# Oksana Zbrożek
Oksana Stanisławowna Zbrożek (ros. Оксана Станиславовна Зброжек; ur. 12 stycznia 1978) – rosyjska lekkoatletka, specjalistka od biegów średnich.

## Osiągnięcia
- złoty medal Halowych Mistrzostw Europy w Lekkoatletyce (Bieg na 800 m Birmingham 2007)
- 3. miejsce na Superlidze Pucharu Europy (Bieg na 800 m Monachium 2007)
- srebro Halowych Mistrzostw Europy (Bieg na 800 m Turyn 2009)
- 9. miejsce w biegu na 1500 metrów podczas mistrzostw Europy (Barcelona 2010)

## Rekordy życiowe
- Bieg na 400 m - 53.49 (2007)
- Bieg na 800 m - 1:58.06 (2004)
- bieg na 1500 m - 4:01,48 (2009)
- Bieg na 800 m (hala) - 1:59.11 (2007)
- Bieg na 1000 m (hala) - 2:32.21  (2007) 3. wynik w historii światowej lekkoatletyki
- Bieg na 1500 m (hala) - 4:03.86 (2009)